# Béla Fleck and The Flecktones
A Béla Fleck & The Flecktones egy amerikai többszörös Grammy-díjas instrumentális dzsesszzenekar, melyet Béla Fleck bendzsójátékos alapított 1988-ban. Az együttes tagja, a basszgitáros Victor Wooten öt Grammy-díjjal rendelkezik.

Az együttes neve a hatvanas évekbeli Dick Dale and the Del-Tones együttes nevéből származik.

## Diszkográfia
- Béla Fleck and the Flecktones 1990
- Flight of the Cosmic Hippo 1991
- UFO Tofu 1992
- Three Flew Over the Cuckoo's Nest 1993
- Live Art 1996
- Left of Cool  1998
- Greatest Hits of the 20th Century 1999
- Outbound 2000
- Live at the Quick 2002
- Little Worlds 2003
- Ten From Little Worlds 2003
- The Hidden Land 2006
- Jingle All the Way 2008
- Rocket Science 2011

## Grammy-díjak
- 1997 Best Pop Instrumental Performance, "The Sinister Minister"
- 2001 Best Contemporary Jazz Album, Outbound
- 2007 Best Contemporary Jazz Album, The Hidden Land
- 2009 Best Pop Instrumental Album, Jingle All the Way
- 2012 Best Instrumental Composition, Life in Eleven by Béla Fleck and Howard Levy